# Leandra vesiculosa
Leandra vesiculosa är en tvåhjärtbladig växtart som beskrevs av Célestin Alfred Cogniaux. Leandra vesiculosa ingår i släktet Leandra och familjen Melastomataceae. Inga underarter finns listade i Catalogue of Life.